# Thomas Wachter
Thomas Wachter (* 17. Juli 1968; † 9. Juni 2023) war ein deutscher Notar und Rechtswissenschaftler.

## Werdegang
Thomas Wachter studierte an der Ludwig-Maximilians-Universität München und an der Universität Genf Rechtswissenschaften. Nach seiner Zeit als Rechtsreferendar und Notarassessor wurde er 2001 zum Notar in Bayern bestellt. Seit 2007 war er in München als Notar tätig.
Er war Dozent bei Seminaren und Kongressen, Gutachter für Gerichte und Verbände sowie ehrenamtliches Beiratsmitglied verschiedener Stiftungen. Thomas Wachter war Autor verschiedener Fachveröffentlichungen, schwerpunktmäßig zum Gesellschafts-, Erbrecht und Steuerrecht.
Er verstarb am 9. Juni 2023 überraschend im Alter von 54 Jahren.

## Werke
- GmbH-Geschäftsanteile im Erbfall, 2012, zerb Verlag, ISBN 978-3-941586-60-4
- Notarhandbuch Gesellschafts- und Unternehmensrecht, 2011, Verlag C.H, Beck, ISBN 978-3-406-61683-9
- Kommentar zum Aktiengesetz, 2012, RWS Verlag, ISBN 978-3-8145-8162-0
- Kommentar zum Erbschaft- und Schenkungsteuergesetz, 2012, Haufe Verlag, ISBN 978-3-648-01519-3
- Fachanwaltshandbuch Handels- und Gesellschaftsrecht, 2010, ZAP Verlag, ISBN  978389655 5151
- Handbuch des internationalen Stiftungsrechts, 2007, zerb Verlag, ISBN 978-3-935079-41-9
- Handbuch des internationalen GmbH-Rechts, 2006, zerb Verlag, ISBN 978-3-941586-23-9